# Textová lingvistika
Textová lingvistika je lingvistická disciplína zabývající se formální a významovou stránkou textu.⁠ Mezi dílčí předměty zkoumání patří koheze a koherence textu, jeho téma („jádrová myšlenka“), funkce v jazykové interakci a další.
V některých cizojazyčných příručkách zabývajících se problematikou textové lingvistiky může být tato disciplína úzce spjata s lingvistickou analýzou diskurzu (anglicky Discourse Analysis).

## Historie

### V celosvětovém kontextu
Ve světě se textová lingvistika začala rozvíjet zhruba v 60. letech 20. století, avšak na základě již dřívějších podnětů. Ve 20. století se obecně změnil přístup k jazyku jakožto k předmětu vědeckého zkoumání, když švýcarský lingvista Ferdinand de Saussure (1857–1913) přišel s jeho novým pojetím a na jazyk se následně začínalo nahlížet jako na strukturovaný znakový systém, který mluvčí užívá s určitým záměrem (funkčně) jak při komunikaci, tak při vnitřním procesu myšlení. Postupně tak dochází k rozšíření předmětu zkoumání spolu s pronikáním jiných věd do lingvistiky. Na základě těchto nových perspektiv vznikly rozmanité vědecké disciplíny, jakými jsou například psycholingvistika a sociolingvistika, lingvistická pragmatika a v neposlední řadě také textová lingvistika.
Podle monografie rakouského profesora lingvistiky Wolfganga U. Dresslera z roku 1972 se mezi předchůdce textové lingvistiky v širším kontextu řadí například stylistika, rétorika, strukturní analýza schémat vyprávění ve folklóru a další jazykovědné oblasti.

### V kontextu české lingvistiky
V kontextu české lingvistiky předcházelo vzniku textové lingvistiky mimo jiné zkoumání aktuálního větného členění, kterým se od první poloviny 20. století zabývala Pražská škola, určitou návaznost měla nově vznikající disciplína také na stylistiku a rétoriku.

## Vývoj textové lingvistiky
V rané fázi se textová lingvistika soustředila výhradně na gramatiku, syntax a kohezi textu (analýzu jeho formálních prostředků), zhruba od konce 60. let 20. století se však její pozornost začala ubírat také k významovým vztahům výpovědí a celkové významové soudržnosti – textové koherenci. Předmětem zkoumání se tak postupně stala celková kompozice textu, jeho strukturování v odstavce, tematické bloky a další úseky. Podstatnou roli zde sehrál koncept tzv. izotopie Algirdase Juliena Greimase z roku 1966, poukazující na významovou souvislost mezi jednotlivými slovy ve větě. Českou textovou lingvistiku pak ovlivnila také představa hlavního textového tématu – „jádrové myšlenky“ textu, která je postupně rozváděna a zpřesňována v dílčích výpovědích. Zkoumání v této oblasti rozvíjela Pražská škola v rámci aktuálního větného členění.

### Čeští jazykovědci podílející se na vývoji textové lingvistiky
K vývoji české textové lingvistiky svými koncepty a teoriemi přispěli lingvisté František Daneš, Bohumil Palek nebo Jana Hoffmanová a další. Výzkumem v této oblasti se zabývá také Oddělení stylistiky a sociolingvistiky Ústavu pro jazyk český AV ČR.